# Falquet de Romans
Falquet de Romans (fl. 1215–1233) (ou Folquet) est un troubadour de langue occitane originaire de la ville de Romans près de Valence. Plus fameux troubadour de la cour de Frédéric II du Saint-Empire, il chanta également en Italie et en Provence.